# Pastriz
Pastriz é um município da Espanha na província de Saragoça, comunidade autónoma de Aragão. Tem 16,21 km² de área e em 2021 tinha 1 294 habitantes (densidade: 79,8 hab./km²).

## Demografia
| Variação demográfica do município entre 1991 e 2004 | Variação demográfica do município entre 1991 e 2004 | Variação demográfica do município entre 1991 e 2004 | Variação demográfica do município entre 1991 e 2004 |
| --------------------------------------------------- | --------------------------------------------------- | --------------------------------------------------- | --------------------------------------------------- |
| 1991                                                | 1996                                                | 2001                                                | 2004                                                |
| 752                                                 | 893                                                 | 1083                                                | 1216                                                |